# 小田急交通
小田急交通株式会社（おだきゅうこうつう）は、小田急グループのタクシーなどの事業を行っている会社。東京都・神奈川県の一部を営業エリアとする。

## 沿革
- 1949年（昭和24年）10月 - 小田急電鉄の全額出資により銀座タクシー株式会社を設立
- 1956年（昭和31年）11月 - 商号を現在の小田急交通株式会社に変更
- 1964年（昭和39年）9月 - 世田谷営業所を開設
- 1965年（昭和40年）10月 - 三田整備工場・世田谷整備工場を開設
- 1966年（昭和41年）11月 - 新宿西口駐車場にサービスステーションを開設
- 1969年（昭和44年）
  - 4月 - 鶴川営業所（現：小田急交通南多摩株式会社）を開設
  - 12月 - 蒲田営業所を開設
- 1988年（昭和63年）1月 - 銀座オートサービス株式会社（現：小田急オートサービス株式会社）を設立
- 1993年（平成5年）12月 - 町田整備工場を開設
- 2000年（平成12年）1月 - 小田急交通南多摩株式会社を設立
- 2019年（令和元年）10月 - スマートフォン用タクシー配車アプリ「MOV」を導入[1]。

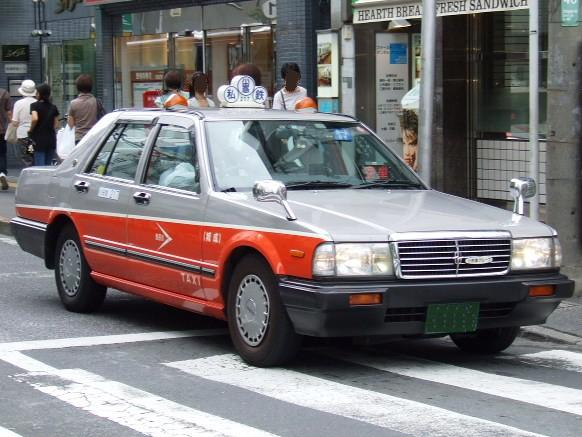
タクシー（一般塗装）
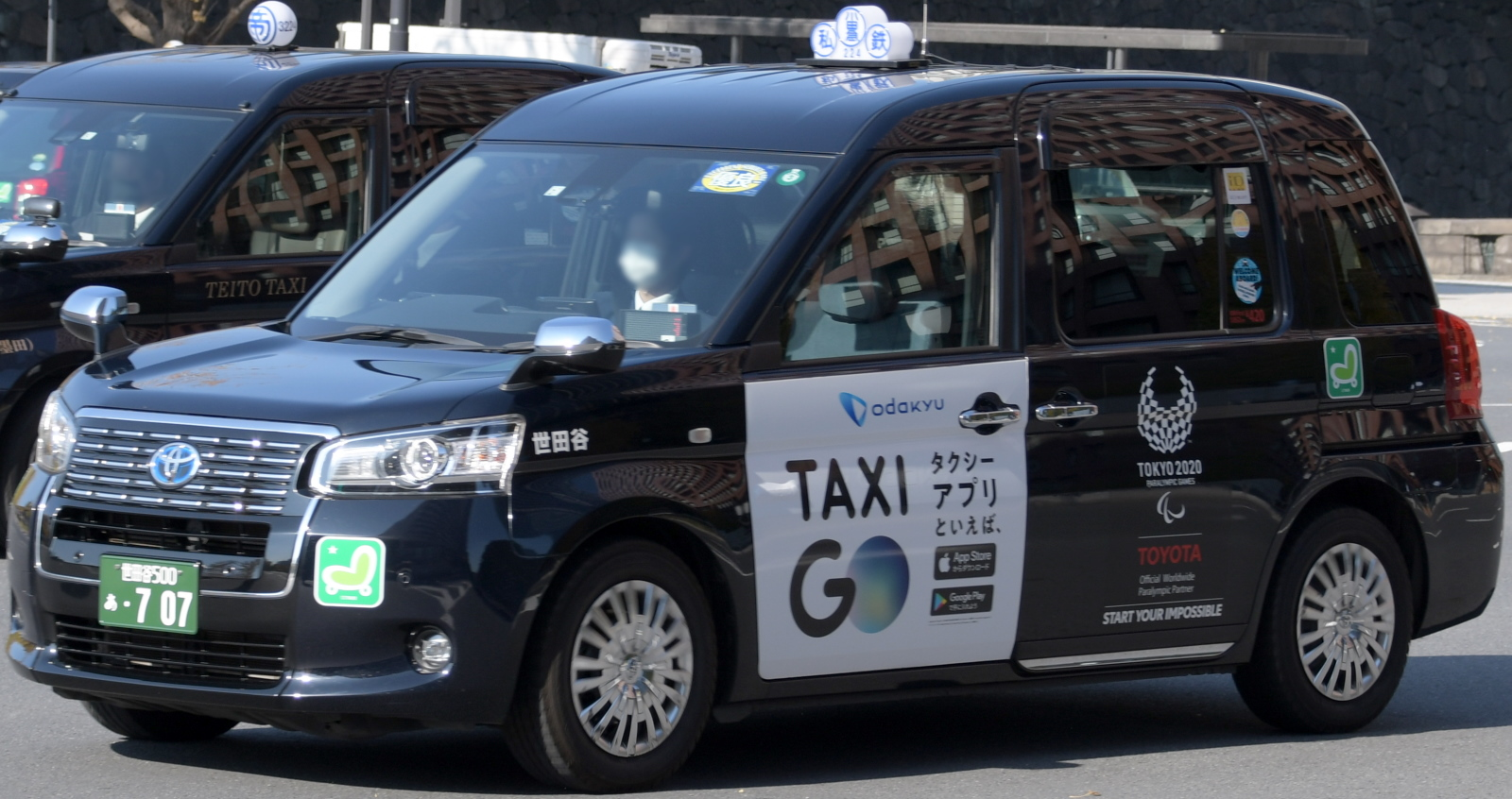
ジャパンタクシー
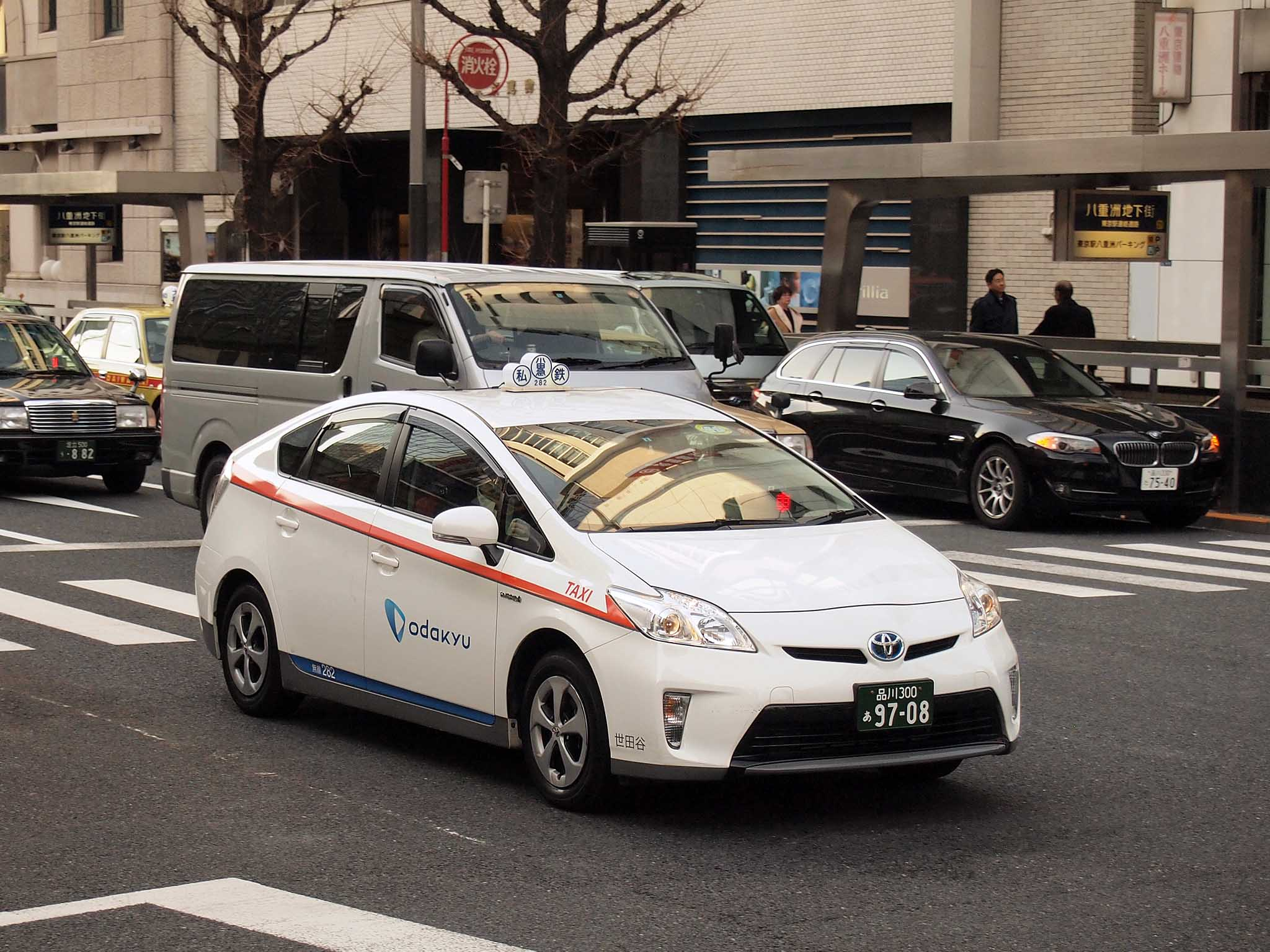
VSEタクシー（トヨタ・プリウス）
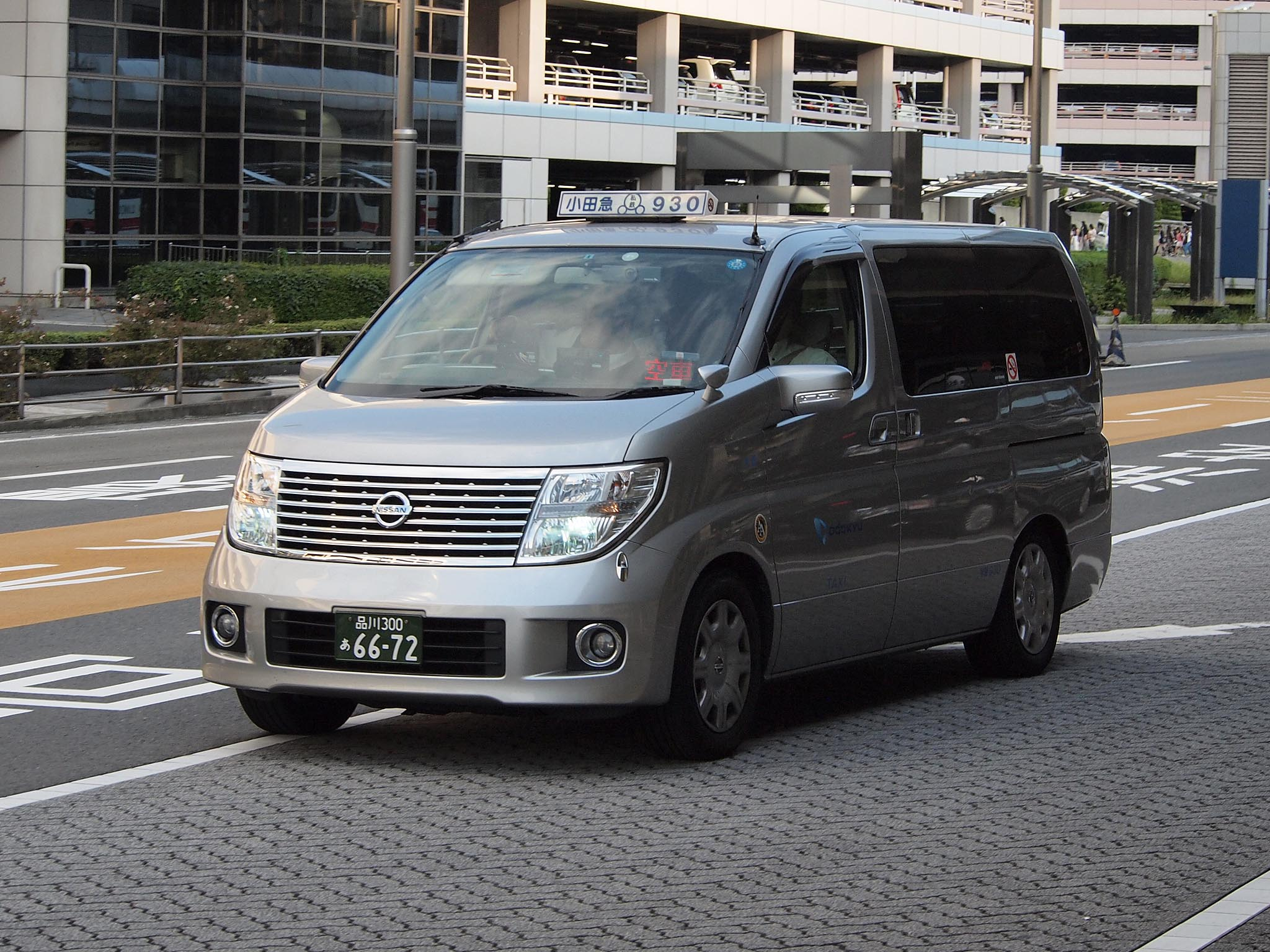
ジャンボタクシー（日産・エルグランド）

## 営業所
- 世田谷営業所（世田谷区千歳台）
- 蒲田営業所（大田区多摩川）

## 子会社
- 小田急交通南多摩株式会社（多摩市落合）
- 小田急オートサービス株式会社
- 小田急新立川交通株式会社
- 小田急川崎交通株式会社

## サービス
- 小田急グループ共通タクシークーポン
- 小田急ポイントサービスの加盟店。小田急グループポイントカードの提示でポイントが合算される。
- ケアタクシー、運行管理業、自動車整備、自動車販売、自動車リースなど

## その他
町田市近辺では、同じ小田急グループの神奈中タクシーと営業範囲が重なっている。
フジテレビのテレビ番組『キャッシュキャブ』で使用しているタクシーは当社のアルファードである。